# Roseburg (Oregon)
Roseburg – miasto w  Stanach Zjednoczonych. Położone nad rzeką Umpqua w południowo-zachodniej części stanu Oregon. Siedziba administracyjna i najludniejsze miasto hrabstwa Douglas. W roku 2013 zamieszkiwane przez 21 968 mieszkańców.

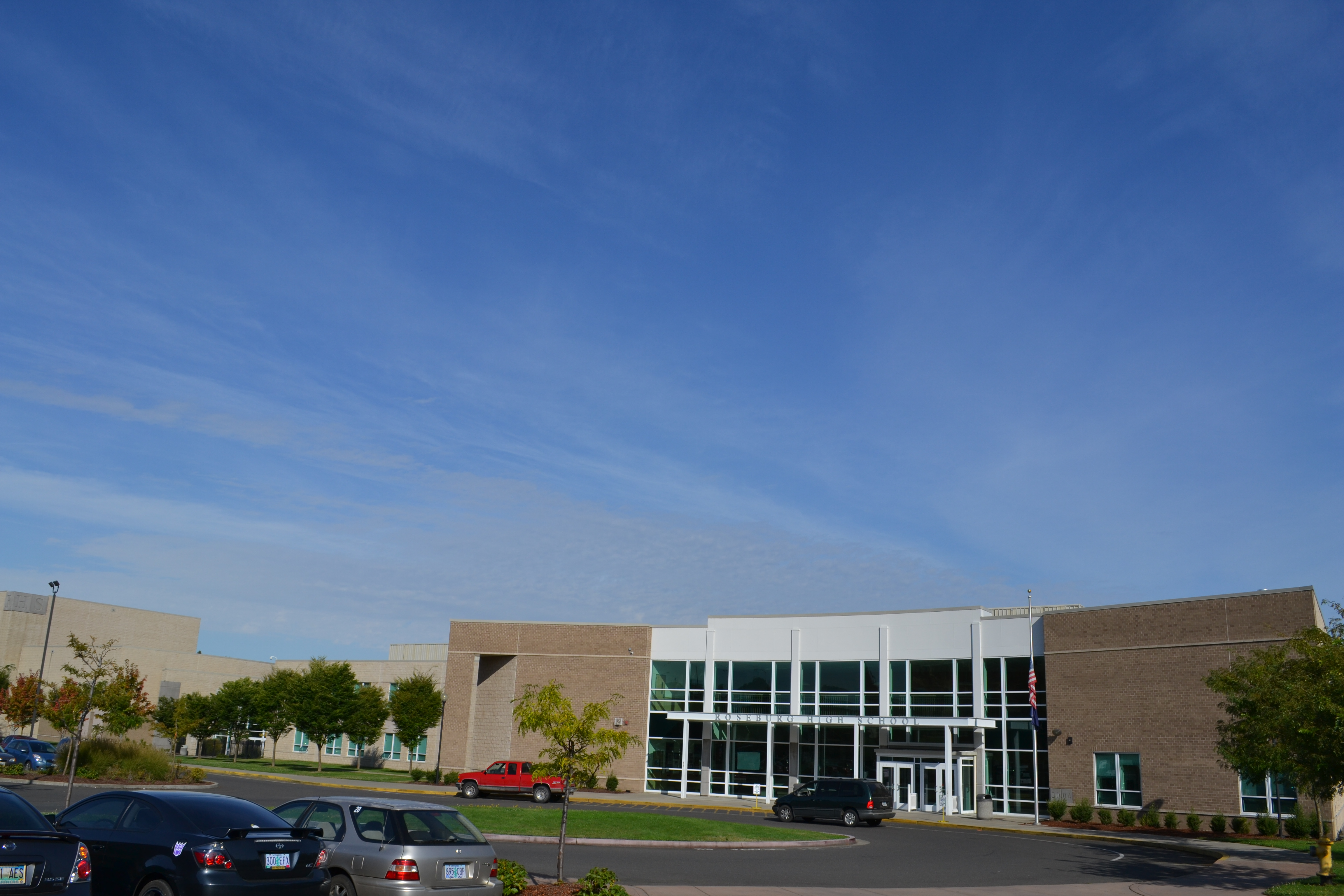
Liceum w Roseburgu

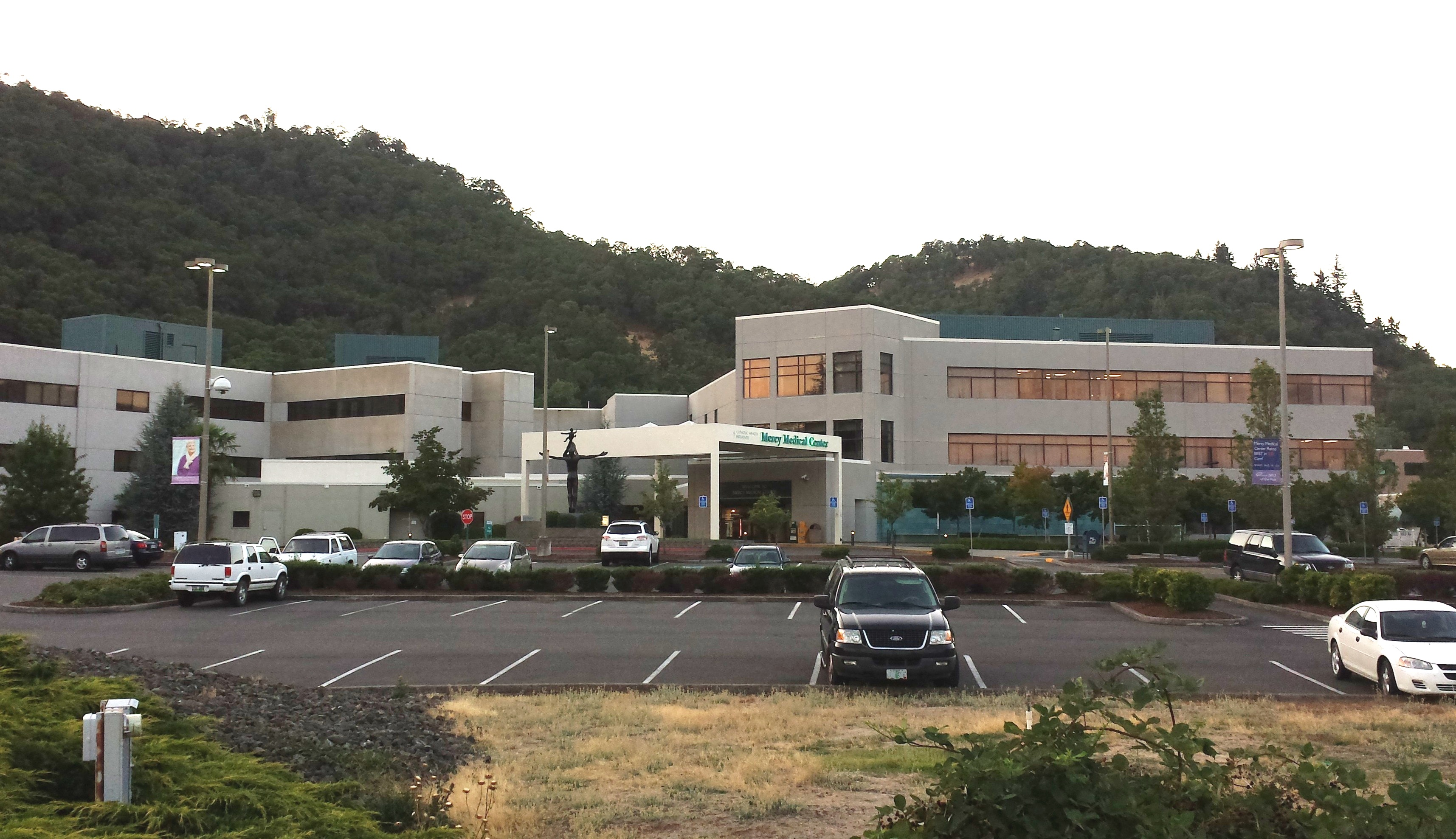
Centrum Medyczne Miłosierdzia w Roseburgu

## Ludzie związani z Roseburgiem
- John Kitzhaber – polityk, gubernator stanu Oregon 1995-2003, 2011-2015
- Joseph Lane – generał, pierwszy gubernator stanu Oregon
- Johnnie Ray – piosenkarz
- Chris Thompson – pływak, brązowy medalista na Igrzyskach Olimpijskich w 2000 r. w Sydney

## Miasta partnerskie
- Aranda de Duero, Kastylia i León, Hiszpania
- Shōbu, Japonia